# Sveacykel
Ej att förväxla med det nutida Svea (cykelmärke)

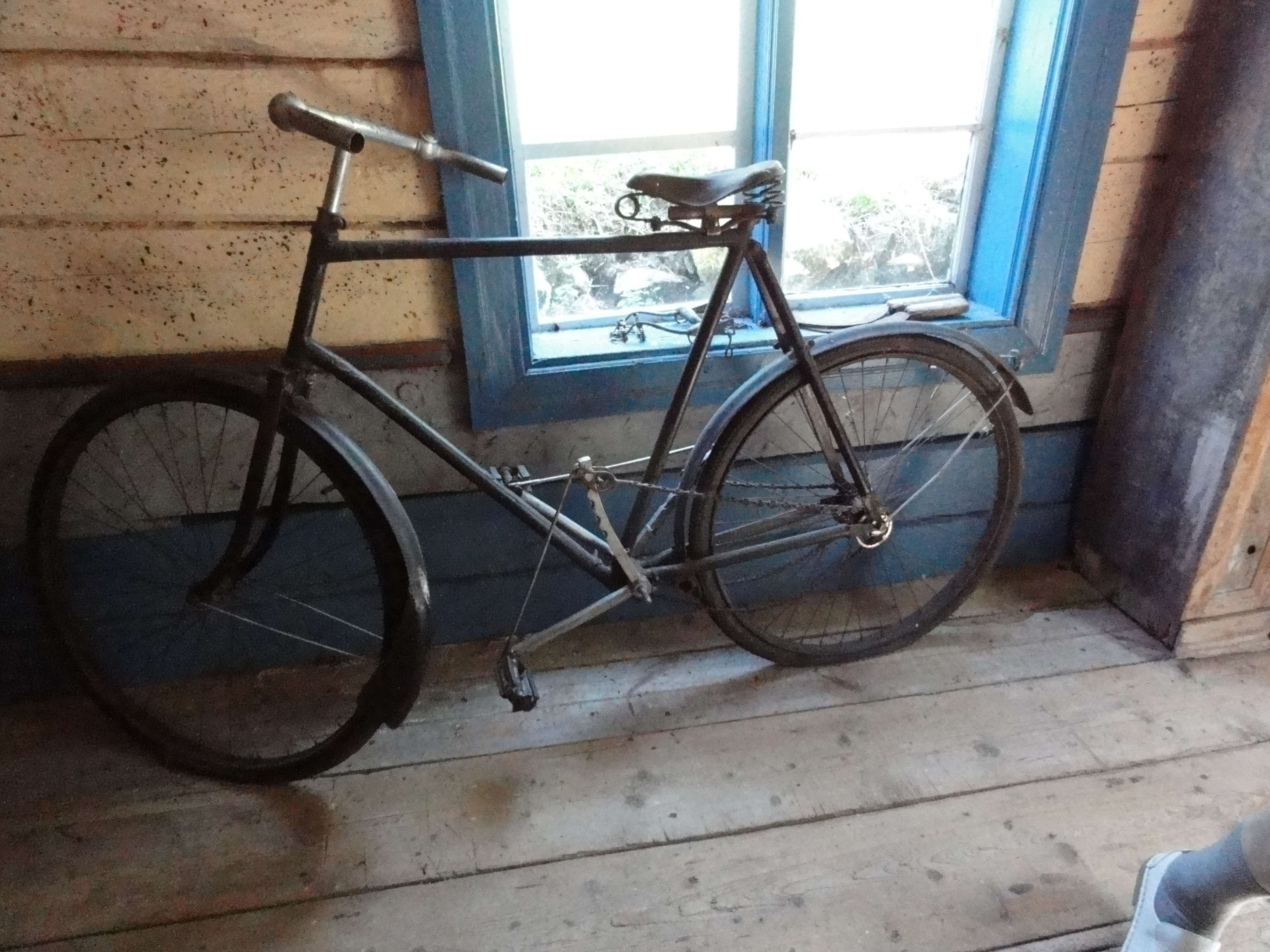
En bevarad Sveacykel

Sveacykeln var en speciell konstruktion av cykel som trampades upp och ned i en pumpande rörelse, istället för runt en axel. Den utvecklades av bröderna Fredrik och Birger Ljungström och projektet finansierades av Alfred Nobel. Sveacykeln började säljas 1894 och har kallats "ett intressant sidospår i cykelteknikens utveckling". Den hade också frihjulsnav och fem växlar. År 1896 startades ett företag i England för tillverkning och försäljning, men det missköttes och försattes i konkurs efter en kort tid. Även i Sverige var försäljningen liten. Tillverkning skedde av H. Palmcrantz & Co i Stockholm 1894–1900.
Konstruktionen med upp-och-nedtrampning fanns kring sekelskiftet 1900 i svenska cyklar från Svea, men även från andra svenska cykeltillverkare, som Göta och Variabel. 
Varumärket Svea används idag för andra cyklar.